# Charles Van der Stappen
Pour les articles homonymes, voir Charles et Vanderstappen.
Pierre-Charles Van der Stappen, né Pierre Charles Vanderstappen à Saint-Josse-ten-Noode (Bruxelles) le 19 décembre 1843, et mort à Bruxelles le 21 octobre 1910, est un sculpteur belge.

## Biographie

### Famille
Pierre Charles Vanderstappen est né à Saint-Josse-ten-Noode le 19 décembre 1843. Son père, Pierre Vanderstappen, né à Steenokkerzeel, un petit village situé à une douzaine de kilomètres au nord de Bruxelles, vint s'établir, après son mariage, à Saint-Josse-ten-Noode où il exerça sa profession de plafonneur. C'est dans son village natal, Steenokkerzeel, qu'il épousa en 1842 Anne Catherine Paternoster, une couturière déjà établie à Bruxelles à cette époque. Celle-ci était originaire du village de Haecht où son père était tailleur d'habits. Après le décès prématuré de son mari, mort à Saint-Josse-ten-Noode en 1857, Anne Catherine, qui était toujours tailleuse et depuis chargée de plusieurs enfants, se remaria d'abord à Saint-Josse-ten-Noode en 1860 à Antoine Buchau, un ouvrier sculpteur, mort à Schaerbeek en 1864, puis en troisièmes noces à Schaerbeek en 1868 à Henri Vanhamme, un emballeur et garçon de magasin. Anne Catherine Paternoster est morte à Schaerbeek en 1883.
Charles van der Stappen épouse à Bruxelles en 1892 une néerlandaise, Cornélie Marguerite Jeanne van  Hove, née à La Haye en 1844. Les témoins de son mariage sont Camille Lemonnier, Constantin Meunier, Edmond Picard et Oscar Roty. 
Il meurt à Bruxelles, en son domicile du n° 15 de l'avenue de la Joyeuse Entrée, le 21 octobre 1910. Il est inhumé au Cimetière de Bruxelles à Evere.

### Parcours artistique
Après avoir effectué sa formation à l’Académie royale des beaux-arts de Bruxelles (1859-1868), Van der Stappen contribue pour la première fois au salon de Bruxelles avec La Toilette du faune. Durant les dix années suivantes, il séjourne régulièrement à Paris, Florence et Rome.
Son œuvre s’inspire de la sculpture grecque classique et de la Renaissance, tout en se rapprochant de la sculpture réaliste, voire symboliste, de son époque.

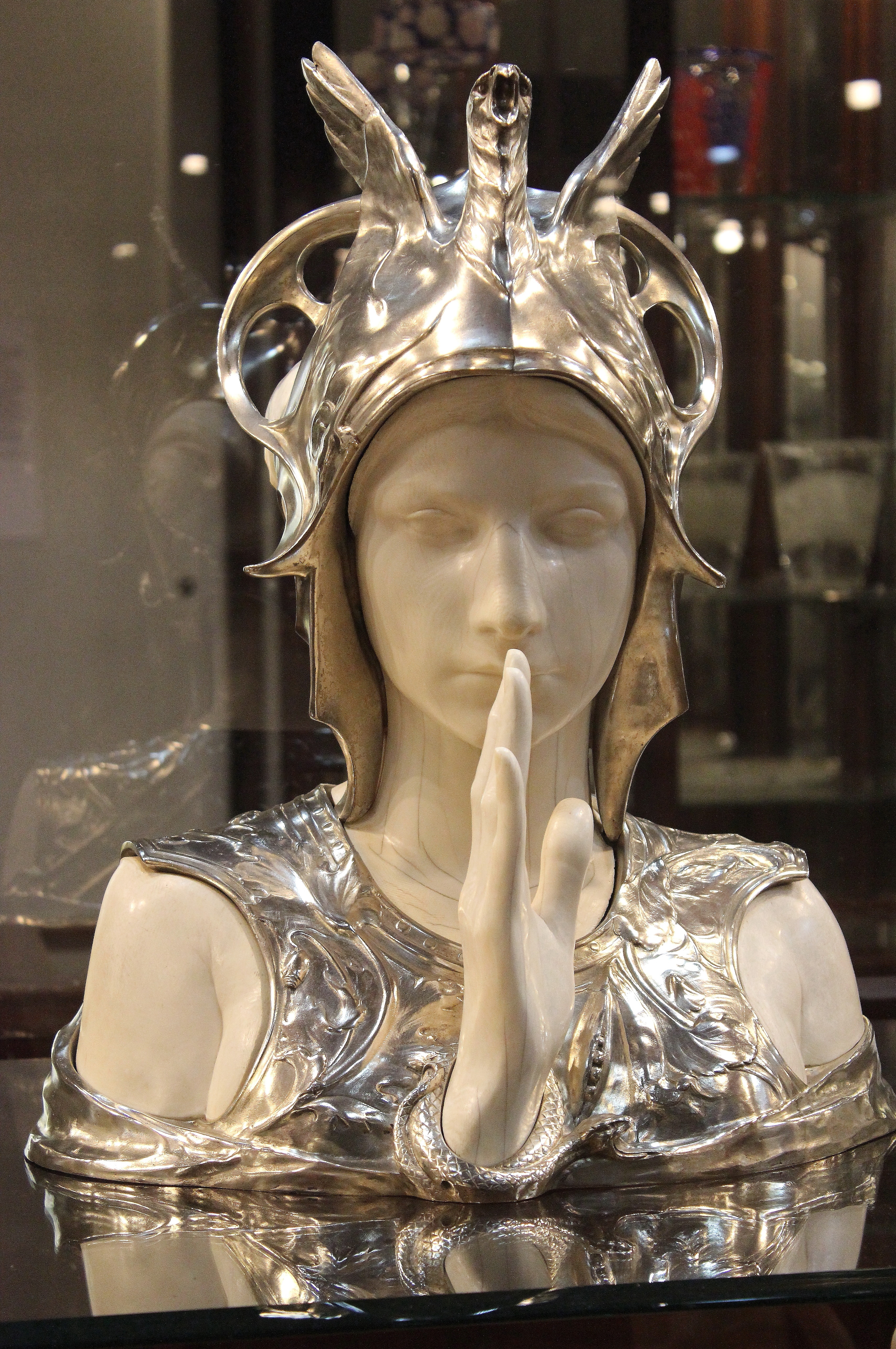
Sphinx Mystérieux (1897), Bruxelles, Musées royaux d'art et d'histoire.

Il enseignera ensuite à l'Académie. Parmi ses élèves se trouve le sculpteur Rik Wouters. À la fin du XIXe siècle, il est nommé directeur de l’école de l'Académie des beaux-arts, les mesures prises par Charles Van der Stappen lors de sa direction contribuent au prestige de l'enseignement et à l'ouverture de l'école aux approches littéraires. Il s’intéresse à la photographie et fait acheter une chambre photographique à une époque où bon nombre de ses contemporains s’interrogent sur la nature artistique de ce médium. Inspiré par l'exemple du Groupe des XX, qui vise à multiplier les échanges entre les diverses formes d’expressions artistique, il ouvre l’école à Émile Verhaeren et Camille Lemonnier.
En 1893, il collabore avec Constantin Meunier au projet de réalisation des cinquante deux sculptures qui ornent l'extérieur du jardin botanique de Bruxelles. Les deux sculpteurs réalisent les esquisses et en confient l'exécution à leurs praticiens. L’influence du réalisme social de Constantin Meunier se fera visible dans l’œuvre Les Bâtisseurs de villes réalisée par Van der Stappen peu après.
En 1897, il réalise le Sphinx Mystérieux un buste en marbre qui sera par la suite reproduit en ivoire et argent ou coulé en bronze. Cette figure, qui deviendra célèbre, est d'un style Art nouveau. Le thème mystérieux du sphinx, populaire chez les peintres symbolistes, a été rarement représenté par les sculpteurs.
Il est élu membre de l'Académie royale de Belgique (Classe des Beaux-Arts) le 6 juillet 1905.
La commune de Schaerbeek a donné son nom à une rue.
Parmi ses disciples, mentionnons notamment les noms de Paul Du Bois, Charles Samuel, George Minne et de Victor Rousseau.

## Œuvres dans les collections publiques
- Bruxelles :
  - Arcades du Cinquantenaire :
    - Province de Liège ;
    - Province d’Anvers.

  - Jardin du roi, Quartier Louise : Mort d'Ompdrailles, d'après le roman Ompdrailles, le tombeau des lutteurs, écrit en 1879 par Léon Cladel.
  - Musée royal d'art ancien : Inspiration de l'Art.
  - Musées royaux d'art et d'histoire : Sphinx mystérieux, 1897.
  - parc du Cinquantenaire : Les Bâtisseurs de villes.
  - Petit Sablon : Guillaume d'Orange-Nassau, dit le Taciturne.
  - théâtre de l'Alhambra, boulevard Émile Jacqmain : statues ornant la façade du  théâtre édifié en 1874 par l'architecte Jean-Pierre Cluysenaar, et démoli en 1974[11].
  - Allégorie de la province de Brabant, sur le Monument à la Dynastie dans le parc de Laeken.
  - Statue d'Alexandre Gendebien, depuis 1956 au square Frère-Orban, initialement en 1874 devant l'ancien Palais de Justice de Bruxelles[12],[13],[14],[15],[16]
- Meise, Jardin botanique de Meise : Le Temps, groupe en bronze.
- Schaerbeek, place Colignon : Monument à Alfred Verwée.
- Tournai, musée des beaux-arts : Évêque Bénissant - Pax Vobiscum, bronze.

## Galerie

Œuvres de Charles Van der Stappen
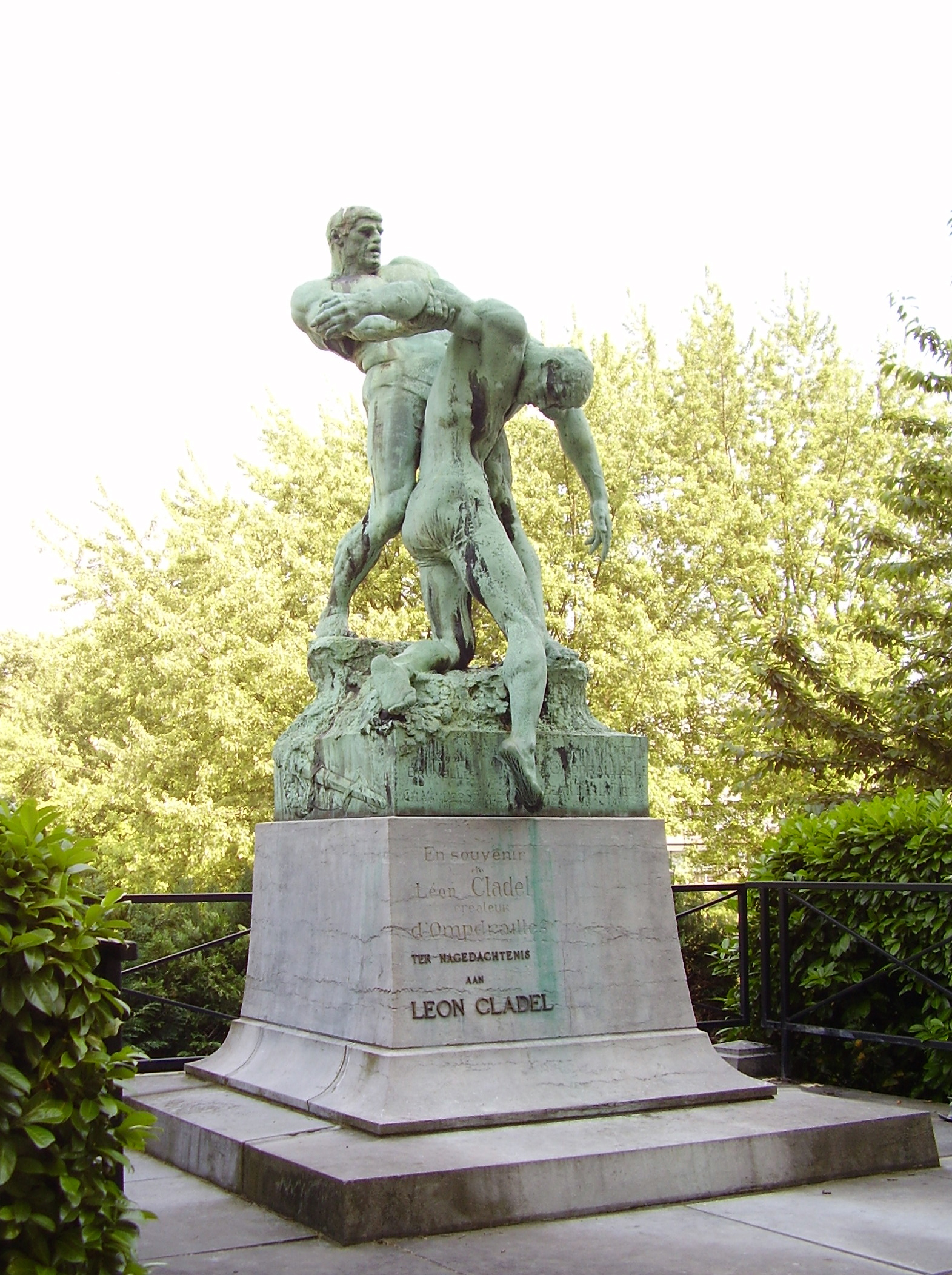
Mort d'Ompdrailles, Bruxelles, Jardin du roi.
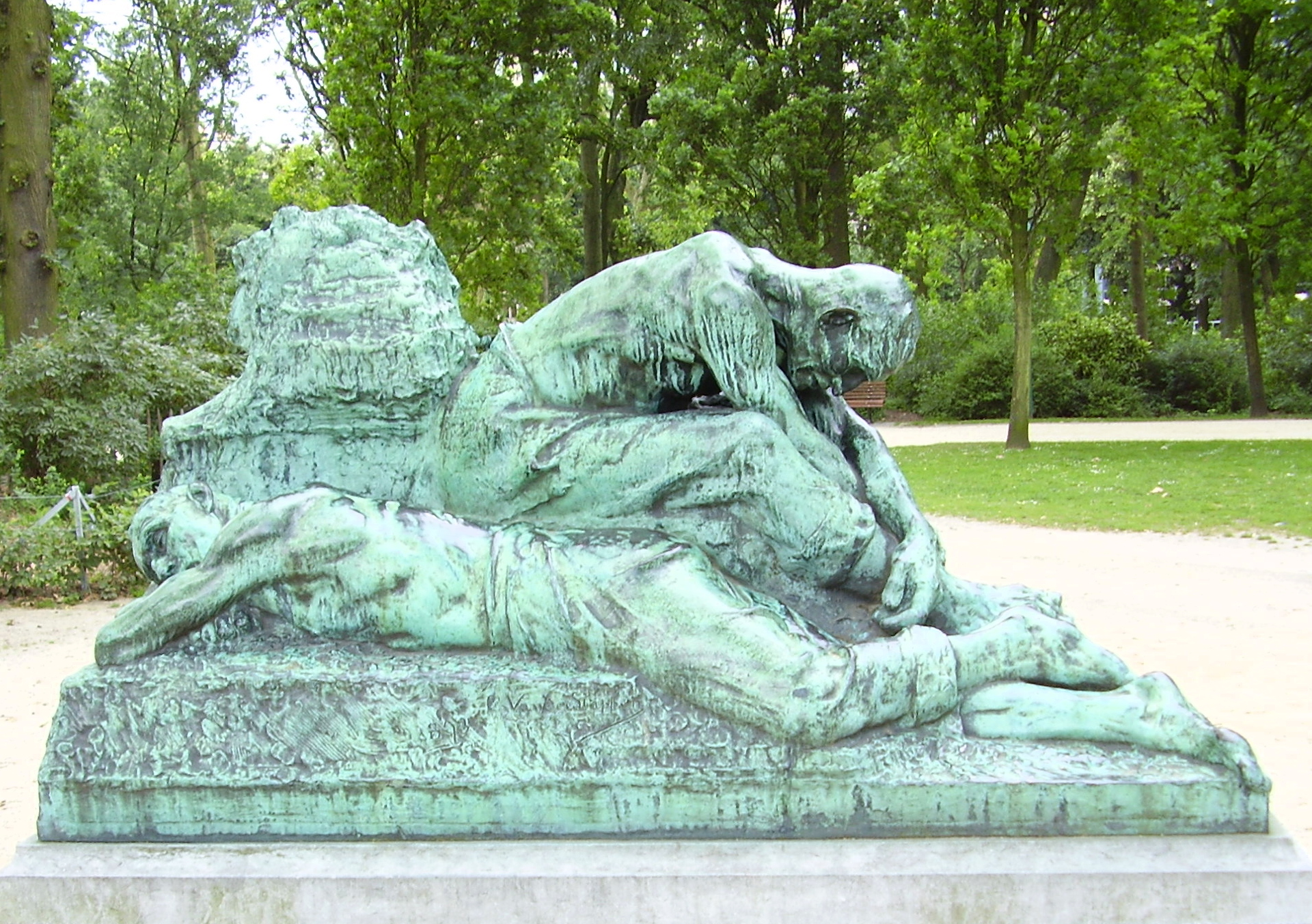
Les Bâtisseurs de villes, Bruxelles, parc du Cinquantenaire.
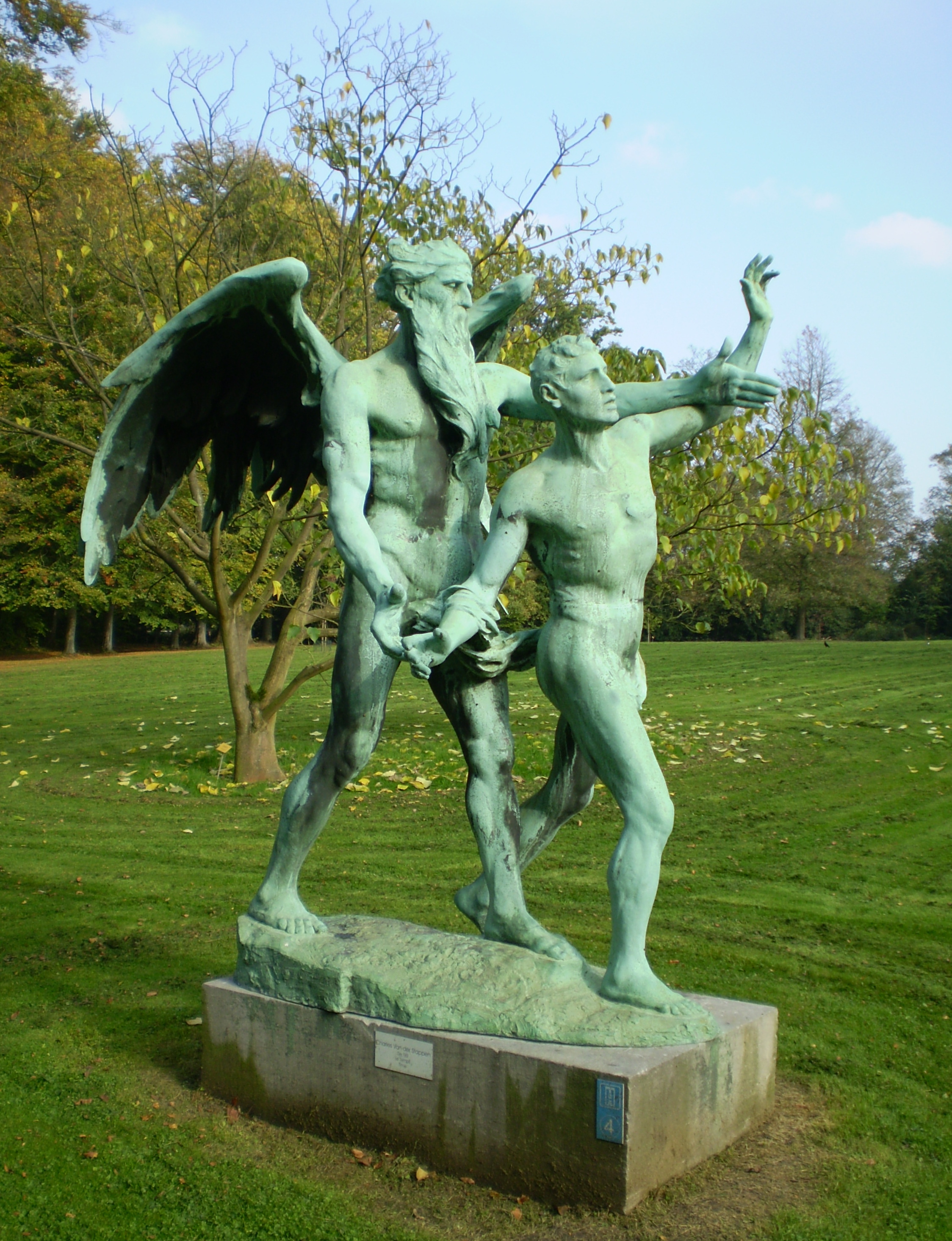
Le Temps, Jardin botanique.
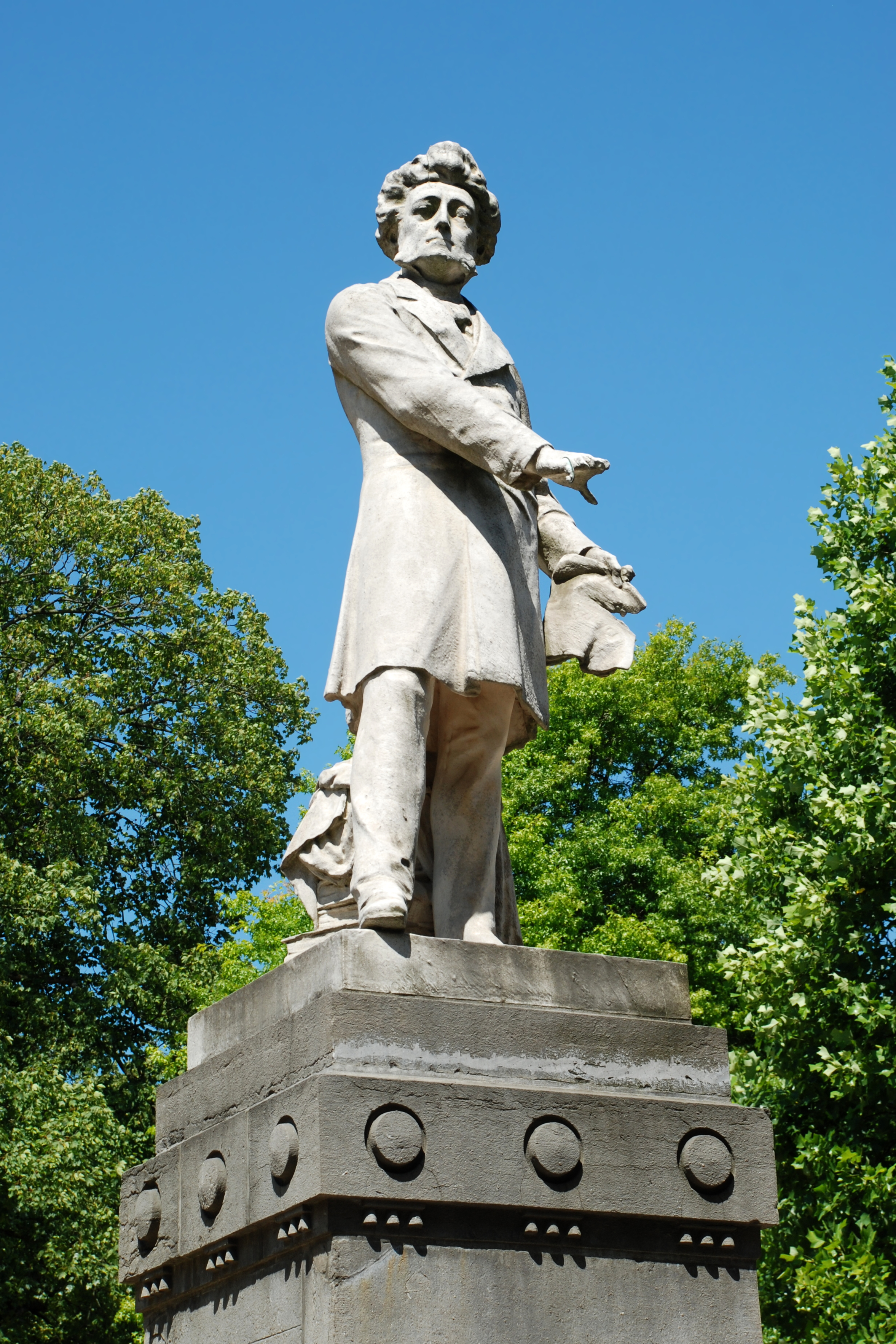
Statue d'Alexandre Gendebien, square Frère-Orban

## Distinction
- Officier de l'ordre de Léopold (16 janvier 1892)[17].